# Czabua Amiredżibi
Czabua (Mzeczabuk) Amiredżibi (gruz. ჭაბუა (მზეჭაბუკ) ამირეჯიბი; ur. 18 listopada 1921 w Tbilisi, zm. 12 grudnia 2013 tamże) – gruziński prozaik i scenarzysta.

## Życiorys
Studiował w Tbiliskim Instytucie Politechnicznym; został wówczas aresztowany pod zarzutem udziału w nielegalnej grupie studenckiej i w 1943 skazany na 25 lat pozbawienia wolności. Sześciokrotnie próbował zbiec z łagrów, w których spędził 16 lat, został wypuszczony w 1959. Rok później zajął się działalnością literacką. Jego pierwsza książka – zbiór opowiadań – ukazała się w 1962. Napisał wiele powieści, m.in. powieść obyczajowo-politycznych o wątku przygodowym Data Tutaszchija (t. 1–2, 1972–1975) i opublikował wiele zbiorów opowiadań, m.in. Doroga (1965). Pisał też scenariusze filmowe. Data Tutaszchija została w 1976 przetłumaczona na rosyjski i wydana w Moskwie; przetłumaczono to dzieło na 29 języków. Został laureatem Nagrody Państwowej Gruzji im. Szoty Rustawelego. Od końca lat 80. brał aktywny udział w gruzińskim życiu społecznym, 1992–1995 był deputowanym do parlamentu, w 1999 założył fundację ochrony wartości duchowych „Iwerija”. Podczas prezydentury Saakaszwilego krytykował wiele aspektów jego polityki. Był odznaczony gruzińskim Orderem Honoru oraz Orderem Wachtanga Gorgasali I i II klasy, a także cerkiewnym Orderem Świętego Jerzego.